# Heavy Left-Handed and Candid
 (novembre 2022).
Heavy Left-Handed and Candid est un DVD du groupe de metal extrême Cradle Of Filth filmé le 14 avril 2021 à Nottingham, (en Angleterre) et sorti le 25 novembre 2001, ou en avril 2022.

## Titres

### En concert
1. Lord Abortion
2. Ebony Dressed for Sunset
3. The Forest Whispers my Name
4. Cthulhu Dawn
5. Dusk and Her Embrace
6. The Principle of Evil Made Flesh
7. Cruelty Brought Thee Orchids
8. Her Ghost in the Fog
9. Summer Dying Fast
10. From the Cradle to Enslave
11. Queen of Winter Throned

### Bonus
- Sifting Through The Filth (documentaire)
- Scortched Earth Erotica Music Video (versions censurée et non-censurée)
- Born in a Burial Gown Music Video (sub version)
- The Blair Twit Project (Absinthe Fiend Footage)
- Cradle of Fear Movie Trailer
- Circus of Horrors (creature feature)
- Gallery of the Grotesque (liens Internet et téléchargements)